# 札幌孝仁会記念病院
札幌孝仁会記念病院（さっぽろこうじんかいきねんびょういん）は、札幌市西区にある病院。

## 沿革
社会医療法人の孝仁会と碩心会が2014年（平成26年）6月1日付で合併して設立した病院。道東での医師不足解消のために札幌市内で病院設立を画策していた孝仁会と、病院（心臓血管センター北海道大野病院）の老朽化により移転を検討していた碩心会の思惑が一致し、都道府県が認定する社会医療法人同士の合併としては初のケースになった。孝仁会が存続法人となり、高度急性期医療の総合病院になった。

2023年4月1日より、名称を「札幌孝仁会記念病院」に変更した。

## 診療科等
診療科
- 脳神経外科
- 心臓血管外科
- 消化器外科
- 整形外科
- 脊椎脊髄外科
- 頭頸部外科・耳鼻咽喉科
- 呼吸器外科
- 形成外科
- 婦人科
- 乳腺外科
- 泌尿器科
- 循環器内科
- 呼吸器内科
- 消化器内科
- 糖尿病内科
- 腎臓内科
- 脳神経内科
- 内科
- 麻酔科
- 放射線治療科
- 放射線診断科
- 東洋医学診療科
- 病理診断科
- リハビリテーション科

専門外来
- 大動脈疾患ステントグラフト外来
- 足のむくみ・下肢静脈瘤外来
- 低侵襲心臓手術(MICS)外来
- 脳血管内治療外来
- せぼね外来
- 不整脈外来
- デバイス外来
- 股関節外来
- 糖尿病・甲状腺内科外来
- 禁煙外来
- 睡眠時無呼吸外来
- もの忘れ外来
- 山岳外来
- はり外来

センター
- 脳卒中センター
- 脳血管内治療センター
- 心臓血管センター
- 福島孝徳脳腫瘍・頭蓋底センター
- 婦人科がんセンター
- 高度健診センター
- 札幌高機能放射線治療センター

部門
- 救急診療部
- 看護部
- 医療連携相談室

## 医療機関の指定・認定
（下表の出典）
| 保険医療機関                     | 労災保険指定医療機関                           | 指定自立支援医療機関（更生医療） |
| 指定自立支援医療機関（育成医療） | 身体障害者福祉法指定医の配置されている医療機関 | 臨床研修病院（協力型）           |
| 生活保護法指定医療機関           | 結核指定医療機関                               | 特定疾患治療研究事業委託医療機関 |
| DPC対象病院                      | 原子爆弾被害者医療指定医療機関                 |                                  |

- 救急告示病院（二次救急）[6]
- このほか、各種法令による指定・認定病院であるとともに、各学会の認定施設でもある。

## アクセス・駐車場
北海道道124号宮の沢北一条線（北5条手稲通）沿い、札幌市生涯学習総合センター「ちえりあ」向かい。
- 北海道中央バス（札樽線 (北海道中央バス)）・ジェイ・アール北海道バス（札樽線 (ジェイ・アール北海道バス)）「西町北20丁目」バス停下車 徒歩約3分
- 札幌市営地下鉄東西線宮の沢駅から徒歩約6分
- 北海道旅客鉄道（JR北海道）札幌駅から車で約25分
- 駐車場：92台

## 関連施設
- 札幌第一病院[7]
- 札幌西孝仁会クリニック[8]
- 札幌駅前孝仁会クリニック[9]